# Power Station of Art
Power Station of Art (PSA) / 上海当代艺术博物馆, ist ein Museum für zeitgenössische und kontemporäre Kunst in Shanghai, Volksrepublik China.

## Entstehung und Schwerpunkte
Das Museum befindet sich im Stadtbezirk Huangpu, auf dem Gelände der Expo 2010. Die Eröffnung erfolgte im Herbst 2012 mit einer Ausstellung zeitgenössischer Kunst von der Pariser Galerie Centre Pompidou mit dem Titel Portrait of the Times. Die Ausstellungsfläche beläuft sich auf 10.000 m² und drei Etagen. In dem Museum werden wechselnde temporäre Ausstellungen chinesischer und westliche Kunst gezeigt. Das Museum ist Chinas erstes staatliches Museum für Gegenwartskunst.

## Architektur
Das Museum ist einem ehemaligen Heizkraftwerk eingerichtet. Das Kraftwerk wurde im Jahre 1897 gebaut und als Nanshi-Elektrizitätswerk genutzt. Der 165 Meter hohe Schornstein des ehemaligen Kraftwerkes wurde erhalten.

## Leitung
Geführt wird das Museum von ist Li Xu. Stellvertretende Direktor ist Gong Yan, der als Chefredakteur der chinesischen Zeitschrift Art World tätig war.

## Partnerschaften
Das Museum kooperiert mit Partnern wie dem Centre Pompidou in Paris oder dem Andy Warhol Museum in Pittsburgh.

## Anreise
Das Museum ist zu erreichen mit den Linien 4 und 8 der Shanghai Metro (Station South Xizang Rd.).

## Weiterführende Verweise und Veröffentlichungen
- Website in Englisch
- Ausstellung »Toyo Ito: On the Stream«
- Zeitgenössische Arche Noah - Cai Guo-Qiang in der Power Station of Art